# يو شينيوان
يو شينيوان (بالصينية: 于欣源) مواليد 13 فبراير 1985 في بكين، هو لاعب كرة مضرب صيني يلعب باليد اليسرى. أعلى تصنيف له في الفردي كان المركز الـ 389 في سنة 2006. أعلى تصنيف له في الزوجي كان المركز الـ 136 في سنة 2008. شارك في دورة الألعاب الأولمبية الصيفية.

## روابط خارجية
- يو شينيوان على موقع رابطة محترفي التنس (الإنجليزية)
- يو شينيوان على موقع الاتحاد الدولي لكرة المضرب (الإنجليزية)
- يو شينيوان على موقع كأس ديفيز (الإنجليزية)
- يو شينيوان على موقع خلاصة التنس.كوم (الإنجليزية)
- يو شينيوان على موقع أوليمبيديا (الإنجليزية)
- يو شينيوان على موقع اللجنة الأولمبية الصينية (الإنجليزية)